# ビーズフレンド
ビーズフレンド（ビーズfriend）は、ブティック社が発行するビーズアクセサリーの季刊誌。毎号の表紙を飾るのはビーズアクセサリーを身につけた芸能人で、ビーズの流行を伝えるトレンディーな内容と豊富なレシピの掲載などにより人気があり、ビーズ雑誌のなかではトップの売行きを誇っている。
2003年11月創刊。2007年10月（秋号）のVol.16は、創刊4周年記念号となっている。